# Galaktyka o niskiej jasności powierzchniowej

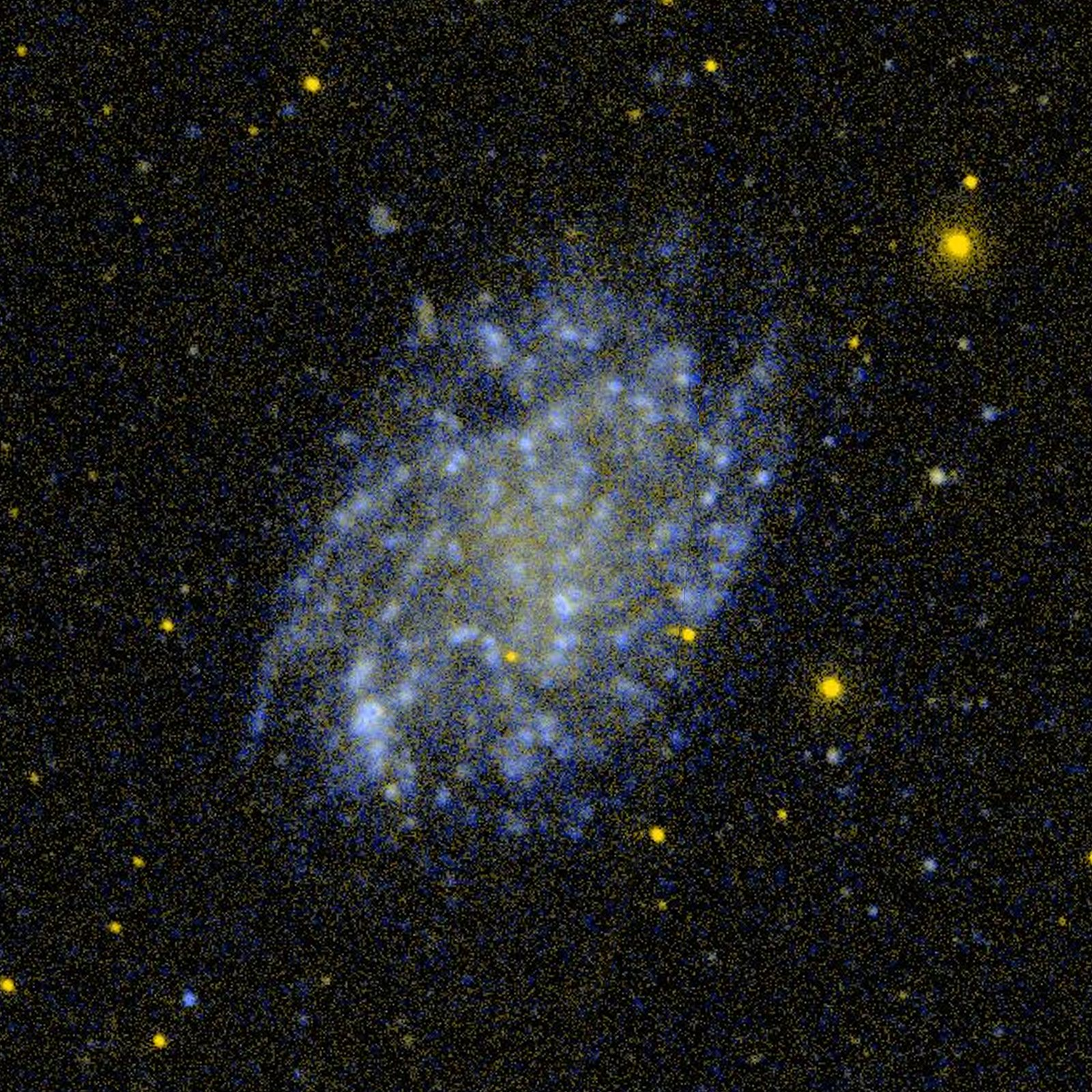
Zdjęcie NGC 45, galaktyki spiralnej typu LSB, wykonane przez satelitę GALEX

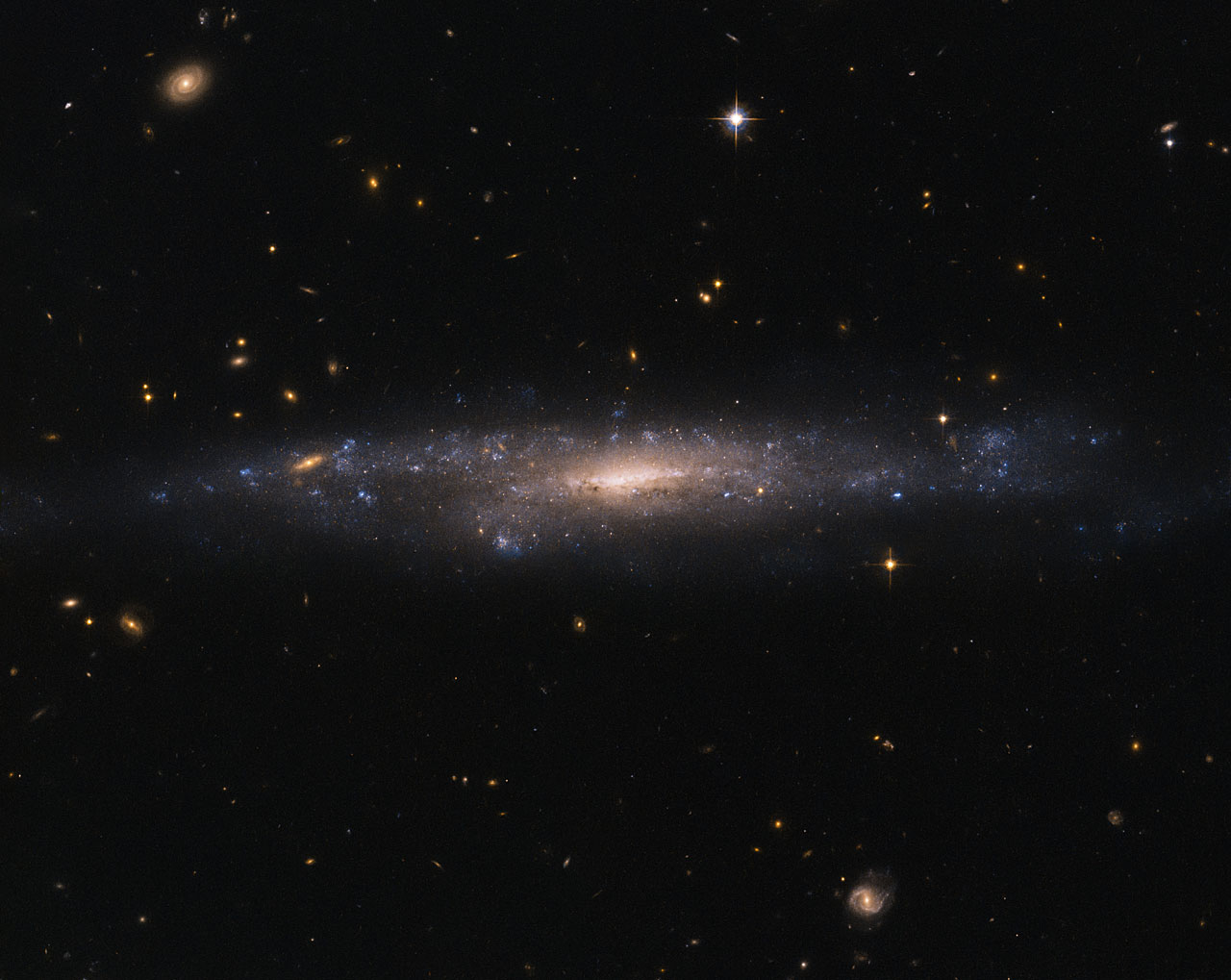
UGC 477 znajduje się w odległości ponad 110 mln lat świetlnych w gwiazdozbiorze Ryb.

Galaktyka o niskiej jasności powierzchniowej (ang. low-surface-brightness galaxy – galaktyka LSB) – galaktyka rozproszona, której jasność powierzchni – oglądana z Ziemi – jest słabsza od otaczającego nieba o co najmniej jeden magnitudo.
Większość galaktyk LSB to galaktyki karłowate, a większość ich materii barionowej występuje raczej w postaci neutralnego wodoru niż gwiazd. Szacuje się, że ponad 95% ich masy stanowi niebarionowa, ciemna materia. W galaktykach tego typu prawdopodobnie nie ma aktywności związanej z supernowymi.
Pomiary krzywej rotacji wskazują na ekstremalnie wysoki stosunek masy do światła, co oznacza, że gwiazdy i świecący gaz stanowią bardzo niewielką część całkowitej masy LSB.
Centralne rejony LSB nie wykazują dużych nadmiarowości w liczbie gwiazd, w przeciwieństwie do np. centralnych zgrubień zwykłych galaktyk spiralnych. Wydaje się, że nawet ich centra są zdominowane przez ciemną materię, co sprawia, że są doskonałymi obiektami do jej badania.
W porównaniu do galaktyk o wysokiej jasności powierzchniowej, LSB są głównie odizolowanymi galaktykami, znajdującymi się w regionach pozbawionych innych galaktyk. W przeszłości miały mniej interakcji pływowych lub fuzji z innymi galaktykami, które mogłyby spowodować wzmożone formowanie nowych gwiazd – fakt ten wyjaśnia małą zawartość gwiazd.
W roku 1976 Mike Disney ogłosił teorię mówiącą o istnieniu galaktyk LSB. Jasność powierzchniowa tych obiektów może być do 250 razy mniejsza niż jasność nocnego nieba. Pierwsza zweryfikowana galaktyka LSB, Malin 1, została odkryta w 1986 roku. Była ponadto pierwszą gigantyczną galaktyką LSB. W czasie jej odkrycia była największą znaną galaktyką spiralną.
Poprzednio UGC 1382 była uważana za galaktykę eliptyczną, ale później wykryto u niej ramiona o małej jasności. UGC 1382 znajduje się znacznie bliżej Ziemi niż Malin 1.

## Przykłady
- Andromeda V
- Andromeda VI
- IC 10
- NGC 45
- Eridanus II
- Malin 1[4]
- Malin 2[4]
- Karzeł Feniksa
- SagDIG
- Sekstant A
- Sekstant B
- Galaktyka Wolf-Lundmark-Melotte
- UGC 477